# جائزة نيوزيلندا الكبرى 1973
جائزة نيوزيلندا الكبرى 1973 هو سباق فورمولا 1 أقيم بتاريخ 6 يناير 1973 في نيوزيلندا.